# Міхал Рісздорфер
Міхал Рісздорфер  (словац. Michal Riszdorfer, 26 травня 1977) — словацький веслувальник, олімпійський медаліст. Міхал Рісздорфер народився в 1977 році в Братиславі. На Олімпіаді 2004 року завоював бронзову медаль на байдарці-четвірці на дистанції 1000 м, на Олімпіаді 2008 року на цій же дистанції виборов срібну медаль. Рісздорфер походить від угорської меншини в Словаччині. Він народився в Братиславі і жив в Комарно. У нього є молодший брат Річард, який також веслувальник.

## Виступи на Олімпіадах
| Олімпіада   | Дисципліна                     | Місце    |
| ----------- | ------------------------------ | -------- |
| Сідней 2000 | байдарка-двійка, 500 метрів    | 4 h2r2/3 |
| Сідней 2000 | байдарка-двійка, 1000 метрів   | 6        |
| Афіни 2004  | байдарка-четвірка, 1000 метрів | 3        |
| Пекін 2008  | байдарка-четвірка, 1000 метрів | 2        |